# Somalis
Somalis (também somalianos ou somalienses; em somali: Soomaaliyeed; em árabe: الصوماليون) são um grupo étnico que habita principalmente o Chifre da África, na região conhecida como península Somali. A maioria absoluta dos somalis fala o idioma somali, que faz parte do subgrupo cuxítico da família linguística afro-asiática. Os somalis totalizam 15 a 17 milhões de pessoas, concentradas primordialmente na Somália (mais de 9 milhões), Etiópia (4,6 milhões), Iêmen (pouco menos que 1 milhão), nordeste do Quênia (cerca de meio milhão), Djibuti (350.000), além de um contingente significativo, constituído por pessoas deslocadas em consequência da Guerra Civil Somali, cujo número exato não é possível precisar e que habita partes do Oriente Médio, da América do Norte e da Europa.